# William Humphreys Jackson
William Humphreys Jackson (ur. 15 października 1839 w pobliżu Salisbury, Maryland, zm. 3 kwietnia 1915 w Salisbury, Maryland) – amerykański polityk i przedsiębiorca związany z Partią Republikańską. 

## Życiorys
Dwukrotnie, najpierw w latach 1901–1905 i ponownie w latach 1907–1909, był przedstawicielem pierwszego okręgu wyborczego w stanie Maryland w Izbie Reprezentantów Stanów Zjednoczonych.
Jego syn, William Purnell Jackson był senatorem Stanów Zjednoczonych z Maryland.